# Tondanotettix modestus
Tondanotettix modestus är en insektsart som beskrevs av Günther, K. 1937. Tondanotettix modestus ingår i släktet Tondanotettix och familjen torngräshoppor. Inga underarter finns listade i Catalogue of Life.